# (18734) Darboux
(18734) Darboux est un astéroïde de la ceinture principale.

## Description
(18734) Darboux est un astéroïde de la ceinture principale. Il fut découvert le 20 juin 1998 à Prescott (Arizona) par Paul G. Comba. Il présente une orbite caractérisée par un demi-grand axe de 2,65 UA, une excentricité de 0,12 et une inclinaison de 11,3° par rapport à l'écliptique.

## Compléments